# Pave Pius 5.
Pave Pius 5. (17. januar 1504 – 1. maj 1572) var pave fra 1566, hvor han blev valgt, frem til sin død d. 1. maj 1572. Han blev født Antonio Ghislieri, men blev fra 1518 kaldt Michele Ghislieri af Dominikanerordenen. Han spillede en stor rolle i Tridentinerkoncilet, Modreformationen og standardiseringen af liturgi.

## Ungdom
Antonio Ghisleri blev født ved Bosco i Hertugdømmet Milano (det nuværende Bosco Marengo i provinsen Alessandria i Piemonte) i Italien. I en alder af 14 blev han medlem af Dominikanerordenen og tog navnet Michele. Han boede i munkeklostrene i Voghera, Vigevano og Bologna, og blev endelig ordineret præst ved Genova i 1528. Han blev i den anledning sendt af ordenen til Pavia, hvor han holdt forelæsninger i 16 år.
1. ↑  Navnet er anført på engelsk og stammer fra Wikidata hvor navnet endnu ikke findes på dansk.